# 1113工房
1113工房是日本的一个成人录像企业，主要出版放屁等恋物癖、粉丝向作品。简称为“1113”或“工房”。

## 概要
1113工房成立于2008年，现为妄想族下属子公司。其作品无固定发售月份，而是不定期发行。在当前AV作品大规模生产占主导地位的趋势下，与大型厂家相反的生产速度近年来非常罕见。

## 在职监制（2012年至今）
- 小林十三
- 十四川大福
- 中村则武

2011年作为公司职员时期，通过DVD贩卖店将自制作品推销到1113工房。同年6月，以R氏的名义发售投稿作品《ノンストップオナラ娘》，接着又以该名义发表了几部自制作品。之后，他改用现在的名字，与工房签订了正式合同。
2011年11月发行的《女の鼻くそほじり》中，他担任小林十三的助理导演。2012年1月出版的《大連発オナラ娘》中，他正式成为工房的新晋导演。
- 弗兰克野吕井

2013年于《プライベート・ストリップ 2》出道。

## 主要系列
代表性的系列如下：
- 『屁こき姫』
- 『ブスに萌える』
- 『全裸観賞』
- 『プライベート・ストリップ・ダンス』
- 『Fart Style』
- 『女だけの屁のある風景』
- 『オナラの三つの物語』
- 『私のオナラ聴きます』[3]

## 关联条目
- jump-av（日语：Jump-av）
- THE WORLD（日语：The WoRLd）